# 品評会ばんちょー
『品評会ばんちょー』（ひんぴょうかいばんちょー）は、朝日放送テレビで2020年11月1日から同年12月6日まで放送されていたドキュメントバラエティ番組である。

## 概要
ドキュメンタリーとお笑いを融合した番組として構成される。
さまざまな商品の生産者の知られざる苦労や思いを紹介するほか、その商品の品評会にも潜入し、レジェンド（当番組では「ばんちょー」と呼ばれる）と称される生産者とその座を奪おうとする挑戦者が切磋琢磨する様子を捉えていく。また、商品にかかわるエピソードを芸人がコントで再現する。
当放送枠は前番組まで朝日放送テレビ大阪本社が制作に関与していたが（前番組の『ひらめけ!冒険キッズ ナゾトキ×ランプ 3つのハテナ』は大阪本社と東京支社の共同体制）、本番組では関西ローカルながら東京支社が制作を主導する体制となっている。

## 出演者
- アンタッチャブル（柴田英嗣・山崎弘也） - MC
- 壇蜜 - パネラー
- ゆきぽよ - ナレーション

## 放送リスト
| 回 | 放送日         | 品評会テーマ     | コントVTR芸人           |
| -- | -------------- | ---------------- | ----------------------- |
| 1  | 2020年 11月1日 | ジャンボカボチャ | ゾフィー わらふぢなるお |
| 2  | 11月8日        | ジャンボカボチャ | ゾフィー わらふぢなるお |
| 3  | 11月15日       | 蜂の巣の重さ     | さらば青春の光 吉住     |
| 4  | 11月22日       | 蜂の巣の重さ     | さらば青春の光 吉住     |
| 5  | 11月29日       | クラウンメロン   | 三四郎 紺野ぶるま       |
| 6  | 12月6日        | クラウンメロン   | 三四郎 紺野ぶるま       |

## スタッフ
- 構成：村松浩介、あないかずひさ、戸田倫彰
- TP：山下悠介
- SW：河西純
- CAM：川上修平
- VE：原啓教
- MIX：江川裕
- LT：白石弘志
- ビジュアルディレクター：立木規之
- MA：長屋友希
- 音響監督：村松聡
- CG：小室秦樹
- 技術協力：ニユーテレス、TOWER LAB.、プログレッソ
- 美術協力：アックス
- 衣装協力：ADELLY
- 編成；鈴鹿相哉
- PR：衣川淳子
- HP：上田美愛
- デスク：中村美恵
- リサーチ：朝倉千尋
- 制作スタッフ：伊東七海
- ディレクター：加藤佐英里、西川竜介、村林里奈、友岡照吾
- プロデューサー：田中和也（朝日放送テレビ・東京支社）、桒山哲治（朝日放送テレビ・大阪本社）、野澤尚弘、須山由佳子（野澤・須山→ともにIVSテレビ制作）
- 制作協力：IVSテレビ制作
- 制作著作：朝日放送テレビ